# Line Webtoon
Line Webtoon és un sindicat de còmics en la web creat per Naver Corporation a Corea del Sud el 2005. Permet llegir còmics mitjançant la web i aplicacions mòbil d'Android i iOS de manera gratuïta. El servei patrocina infinits dissenys de cómics en la web i va guanyar un gran impuls a partir dels finals del 2000 i principis del 2010. Line Webtoon va ser publicat globalment el juny de 2014.

## Història
Line Webtoon va ser fundat per JunKoo Kim el 2005, sota el nom "Webtoon", després de mirar la indústria del manga en fallida durant finals del 1990 i principis del 2000. Kim, qui va créixer llegint manga japonès i còmics de superherois, buscava una manera d'impulsar la nova creació de còmics, ja que se'n creaven pocs. Kim va teoritzar que uns còmics de tela infinita on es pogués desplaçar la pantalla cap avall funcionaria bé en la web, ja que els usuaris de la xarxa estaven acostumats al gest del desplaçar cap avall. A causa d'aquest disseny inusual, Kim va tenir alguns problemes per a trobar artistes per a la creació de còmics online al seu servei, però per contra va trobar dibuixants disposats a participar en un projecte diferent, degut a l'estat del mercat del manga.

### Llençament global
El 2 de juny de 2004, la pàgina web i aplicació de Line Webtoon van ser estrenades a nivell mundia; poc després, artistes internacionals van començar a pujar feina propia. Naver Corporation va seleccionar 42 webtoons (entre ells Noblesse, Tower of God o The God of High School) in un altre de nou per part d'un artista americà. Segons "148 Apps", el servei oferia "una gran varietat de component", ja que entre 7 i 10 webtoons eren actualitzats cada dia i cobrien diferents gèneres.[4]

### Associacions
EL 2005, Naver va associar-se amb els veterans comics americans Stan Lee, el fundador d'Image Comics Marc Silvestri, i l'artista Michelle Phan per a la promoció del servei.
El 2016 s'associà amb CCA per a produir pel·lícules i sèries basades en els còmics publicats a la seua plataforma.
Al setembre de 2016, Line Wetoon s'associa amb l'empresa de micromecenatge Patreon, incorporant un botó de "Patreon" en la porció "Discover" de la pàgina. Aquesta funció facilita el canal a través del qual els còmics donen suport als wecomics que llegeixen. Naver va invertir 3.6 millions de dòlars i 1,000$ per cada mes següent per als creadors que arriben a certs nivells d'activitat i popularitat amb la pàgina de Patreon. Line Webtoon també va associar-se amb DeviantArt en la segona meitat de 2016, amb el nom "Artist Alley Tour".
Naver impulsà el servei de Line Webtoon amb un fons d'inversió creat el 2016.
El 7 de novembre de 2016, Air Seoul anuncià que havia fet una col·laboració amb Line Webtoon per fer vídeos de seguretat per a vols. Algunes de les obres mostrades són Denma, The Sound of Heart i Noblesse.
El desembre de 2016 s'associa amb Legendary Comics per a publicar el còmic Firebrand: The Initiation of Natali Presano.

## Base d'usuaris
La base d'usuaris de Line Webtoon va créixer ràpidament des del moment que va ser presentada globalment, amb 10 milions d'usuaris en la pàgina o l'app diaris. A asia, diversos webcomics reben 5 milions de visites per setmana. El 2016 es va declarar que el 42% de creadors eren dones, així com el 50% d'usuaris.

## Concursos
L'empresa Naver ha celebrat diverses competicions de còmics a través de Webtoon. El 2015, Line va anunciar el "Challenge League", un concurs recurrent on artistes amaters tenien l'oportunitat de convertir-se en un "official LINE webtoon artist", així com guanyar desenes de milers de dòlars. Més de 19000 persones van unir-se al primer Challenge League de llengua anglesa al febrer de 2015, guanyat per "Space Boy" de Stephen McCranie's. També s'han fet reptes locals.
El juny de 2015, Naver va celebrar un concurs de temàtica de ciència-ficció, una competició global amb un gran premid de 30,000$. JunKoo Kim va declarar la ciència-ficció, el tema de la competició, "l'àrea en comics i entreteniment més amplia i de major creixement, un tema molt adequat per la nostra segona competició". Aquesta va tenir més de 800 participants, i va ser guanyada per "Overdrive" de Srinitybeast's.

## Altres mitjans
Diverses pel·lícules, drames coreans, sèries animades i videojocs han estan produïts basats en webtoons d'aquest sistema. JunKoo Kim, al 2004 va declarar " un total de 189 llibres, vídeos i jocs basats en els webtoons [de Naver] han estat ja produïts, o estan en procès". De totes maneres, la primera versió en video va deixar-se veure als estats units al 2016: una pel·lícula basada en "Noblesse".